# Schweiziska små stövare
Schweiziska små stövare, även Schweizerischer Niederlaufhund, är en hundras från Schweiz som används som jakthund.

## Historia
I början på 1900-talet ökade behovet av mindre, långsamdrivande jakthundar, då stammarna av rådjur ökade. Kantonerna Aargau, Graubünden och Thurgau förbjöd därför jakt med hundar med mer än 40 cm mankhöjd för småviltjakt med drivande hundar. Dessutom skall jaktmarkerna ha blivit mindre genom att dessa delades upp. Detta medförde att man korsade schweiziska stövare med tyska dachsbracke, och detta avelsarbete resulterade i att man etablerade rasen "Schweiziska små stövare".

## Varianter
Denna drivande hund finns i fyra varianter. Dessa är samma som hos rasen schweiziska stövare:
- Berner
- Jura
- Luzerner
- Schwyzer

Liksom de schweiziska stövarna är de korthåriga förutom bernervarianten som kan vara strävhårig. Schweiziska små stövare som tillhör juravarianten skall inte förväxlas Jurastövare typ St. Hubert, som kan ses som en undervariant till juravarianten av schweiziska stövare, inte heller med rasen Bruno Saint Hubert français.